# Change (canción de Taylor Swift)
«Change» (en español: «Cambio») es una canción de la cantautora estadounidense Taylor Swift, lanzada el 8 de agosto de 2008, para promocionar la banda sonora del AT&T Team USA para el equipo de los Estados Unidos en los Juegos Olímpicos de 2008. «Change» se incluyó en el segundo álbum de estudio de Swift, Fearless (2008). Swift escribió la canción después de ganar el Premio Horizon en los Premios de la Asociación de Música Country de 2007, su letra trata sobre superar obstáculos para lograr la victoria.
Producida por Swift y Nathan Chapman, «Change» es una canción power pop (un subgénero del pop rock) con cuerdas dinámicas y uso de  guitarras eléctricas. Los críticos musicales elogiaron la producción pero encontraron la voz de Swift débil y delgada. La canción alcanzó el puesto número 10 en el Billboard Hot 100, el número 21 en la lista Pop 100 y el número 57 en la lista Hot Country Songs. La Asociación de la Industria Discográfica de Estados Unidos (RIAA) certificó la canción como disco de oro. Shawn Robbins dirigió el video musical de «Change» en el que Swift aparece tocando junto a una banda en un salón de baile. Una versión alternativa presenta imágenes del equipo de Estados Unidos en los Juegos Olímpicos de 2008.
Swift incluyó «Change» en la lista de canciones de su primera gira musical: Fearless Tour, en 2009 e interpretó la canción en vivo en los 45º Premios de la Academia de Música Country en 2010. Después de una disputa en 2019 sobre la propiedad del catálogo anterior de Swift, lanzó una versión regrabada: «Change (Taylor's Version)» en Fearless (Taylor's Version) la versión regrabada de 2021 de Fearless.

## Antecedentes y lanzamiento
Cuando Taylor Swift firmó por primera vez con Big Machine Records, era el sello discográfico más pequeño de Nashville, Tennessee. En algún momento, Swift, se dio cuenta de que sería más difícil para ella lograr el éxito a través de un sello pequeño que en uno más grande,lo que restringía sus contactos y hacía casi imposible embarcarse en giras de conciertos y tener espacios como presentadora o intérprete en ceremonias de entregas de premios.Además, como única artista del sello, no podía pedir favores y sólo se tenía a sí misma para alentar la esperanza de que los escenarios eventualmente cambiarían. Swift describió el escenario como una «escalada cuesta arriba» y dijo: «Hubo un momento en el que me senté y pensé: ¿Cuándo vamos a tener una oportunidad de luchar? Somos el sello discográfico más pequeño de Nashville, pero realmente queremos esto».Después de asegurarse a sí misma de que sería diferente en el futuro, escribió el comienzo de «Change». Dejó la pista en espera por un tiempo, esperando que un evento notable desencadenara su finalización. Luego completó la canción el día después de ganar el Premio Horizon en los Premios de la Asociación de Música Country de 2007 y ver a Scott Borchetta, el presidente de Big Machine Records, llorar.
La canción fue grabada en diciembre de 2007, cuando reconoció que se aplicaba a más escenarios y tenía un «significado más grande» que el original. La cadena de televisión estadounidense NBC le había pedido a Swift que actuara en los Juegos Olímpicos de Verano de 2008 en Beijing, China. Sin embargo, no se pudo programar una aparición porque Swift estaba de gira en ese momento. En lugar de eso el padre de Swift sugirió usar «Change» como canción para el evento.Por lo tanto «Change» se utilizó durante los videos diarios destacados de NBC en agosto de 2008, antes del lanzamiento de Fearless. Swift comentó: «Escribí la canción 'Change' como una historia de un grupo desfavorecido. Es una locura pensar que los Juegos Olímpicos la eligieron como una de las canciones para tocar durante los mismos».  Fue incluida en la banda sonora del AT&T Team USA (2008).La canción fue lanzada como sencillo promocional en iTunes Store el 8 de agosto de 2008. Todas las ganancias fueron donadas al equipo olímpico de los Estados Unidos. 
Después de su lanzamiento digital, «Change» se incluyó en la lista de canciones del segundo álbum de estudio de Swift, Fearless, lanzado el 11 de noviembre de 2008. Tras una disputa sobre los masters, Swift lanzó la versión regrabada de Fearless, el 9 de abril de 2021: Fearless (Taylor's Version) que incluye la versión regrabada de «Change», también subtitulada «Taylor's Version».«Change (Taylor's Version)» fue producida por Swift y Christopher Rowe.

## Música y letras
La duración de «Change» es de cuatro minutos y cuarenta y seis segundos. Ed Masley de The Arizona Republic la clasificó como una canción power pop y destacó las guitarras distorsionadas. La letra de «Change» habla de superar obstáculos y alcanzar el triunfo, al tiempo que infunde esperanza en uno mismo. Se centra en el concepto de superar las expectativas de los demás y las limitaciones que ellos establecen. La canción convierte la noción de valentía en un movimiento que no está especificado. Dave Heaton de PopMatters señaló que la letra «I believe in whatever you do/Creo en todo lo que haces» significaba que Swift no estaba al tanto de todos los detalles de la causa. Él supuso que era un mensaje universal o que se trataba de cambiar las tradiciones del sonido de la música country y desafiar las expectativas de lo que los artistas country pueden lograr con sus carreras. Jody Rosen de Rolling Stone creía que la letra abordaba cuestiones políticas.

## Recepción
La canción recibió críticas generalmente mixtas de los críticos contemporáneos. Jonathan Keefe de Slant Magazine no se impresionó con la voz de Swift y la describió como desagradable y débil. Keefe agregó que su voz a menudo se quebraba y, por lo tanto, impedía que la canción se convirtiera en un himno. Jody Rosen, de la revista Rolling Stone, consideró que la canción era vaga. Dave Heaton de PopMatters comparó «Change» y «Long Live» de Swift, ambas con las que finalizaron Fearless y Speak Now (2010), respectivamente. Él afirmó: «Hay algo realmente genérico en las canciones, pero esa cualidad se convierte en la piedra angular de un himno».  Heaton también comentó que la canción era atractiva para múltiples audiencias, siempre y cuando se sintieran limitadas por cualquier escenario.
En la semana que finalizó el 30 de agosto de 2008, «Change» debutó en su posición máxima del número 10 en el Billboard Hot 100 vendiendo más de 131.000 descargas digitales, convirtiéndose en la canción con mejor clasificación de Swift en ese momento y su primera aparición en el top 10. En la semana siguiente, la canción descendió al número 39 y luego al número 100 en el Hot 100, marcando su tercera y última semana en la lista.La canción es una de las 13 pistas de Fearless ubicadas dentro del top 40 del Hot 100, rompiendo el récord de mayor cantidad de entradas al top 40 de un solo álbum.«Change» también alcanzó el puesto número 57 en la lista Hot Country Songs en la semana que finalizó el 30 de agosto de 2008. La canción también alcanzó el puesto número 21 en la ahora desaparecida lista Pop 100.

## Vídeo musical
El videoclip que acompaña a «Change» fue dirigido por Shawn Robbins. Fue filmado en el salón de baile de la Scottish Rite Cathedral en Indianápolis, Indiana. El vídeo comienza con una toma de un vitral, luego pasa a Swift vestida con un vestido de cóctel blanco y botas de vaquero negras, actuando junto a su banda de acompañamiento en un salón de baile vacío. Los miembros de la banda visten de manera semi informal y tocan los instrumentos: bajo, batería y varias guitarras. A medida que avanza el vídeo se ve a Swift cantando y bailando, las escenas de plano recurso presentan primeros planos de Swift en otro entorno, vestida con otro vestido de cóctel blanco y rodeada de luces brillantes de color rosa, blanco y azul sobre un fondo negro. El vídeo concluye con Swift dándose la vuelta y caminando hacia la banda. Una versión alternativa del vídeo presenta imágenes del equipo olímpico de los Estados Unidos en los Juegos Olímpicos de Verano de 2008. Ambas versiones del vídeo musical se estrenaron en NBC.com en agosto de 2008.

## Presentaciones en vivo

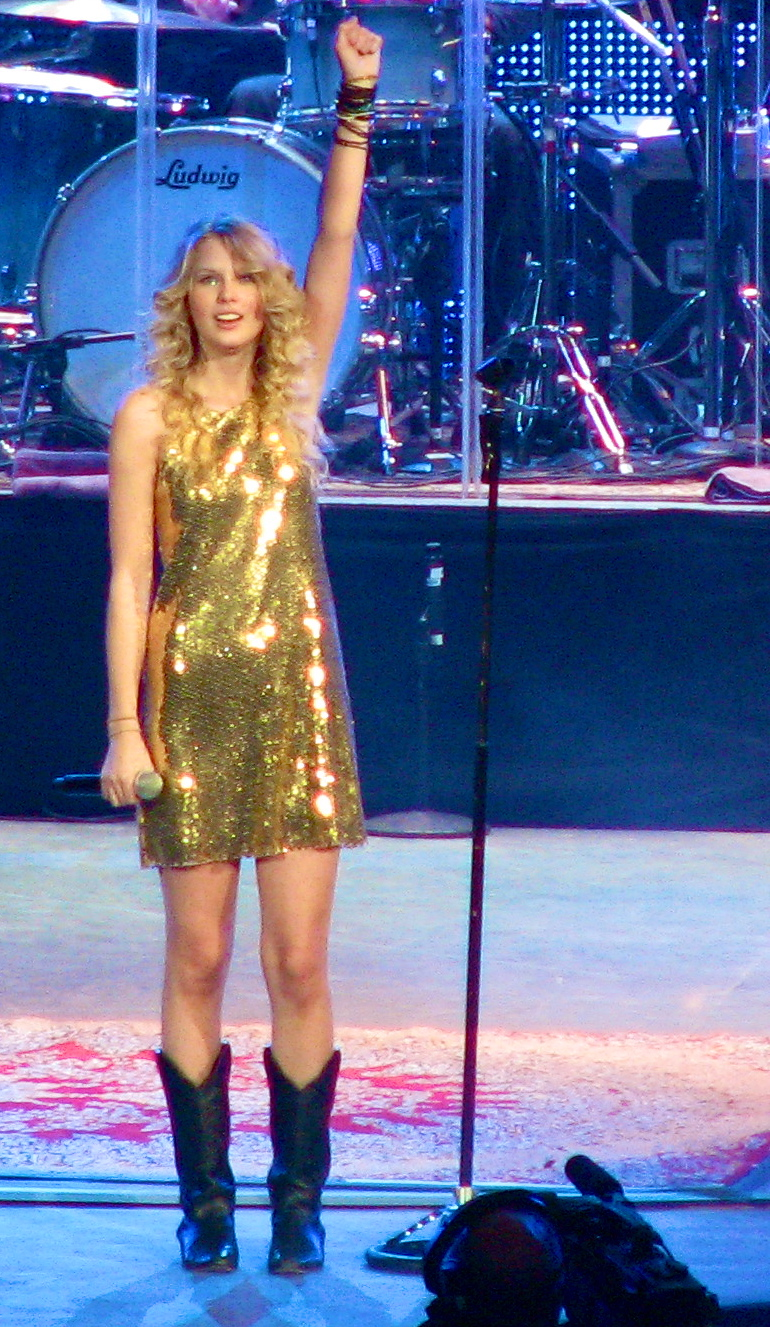
Swift interpretando «Change» en el Rodeo de Houston

Swift interpretó la canción en las AOL Sessions. Desde entonces, Swift ha interpretado la canción en las Studio 330 Sessions, el CMA Music Festival de 2009, el V Festival de 2009, y el concierto benéfico australiano Sydney Sound Relief. La primera interpretación televisada de «Change» fue en los Premios de la Academia de Música Country de 2010, donde ella, luciendo un vestido de noche brillante, cantó en un ascensor suspendido de la multitud. Luego bajó, se le unió un coro de adolescentes y terminó la actuación entre la multitud.
Swift interpretó «Change» en la primera etapa norteamericana del Fearless Tour. Durante las actuaciones, Swift lució un vestido plateado y negro brillante con botas de cuero negras. «Ha sido un año difícil». señaló, y comenzó a cantar en el escenario mientras se proyectaban imágenes de víctimas de desastres económicos y naturales en las pantallas de video. Mientras la canción se acercaba a su último estribillo, dijo: «Todo vuelve a su cauce». Entonces, en las pantallas aparecían escenas de triunfo. Craig Rosen de The Hollywood Reporter asistió al concierto del 22 de mayo de 2009 en Los Ángeles, California en el Staples Center y comentó: «Fue demasiado simplista y un poco ingenuo, pero aún así es difícil no conmoverse».  Jon Pareles de The New York Times dijo que Swift ofreció a la audiencia un pensamiento optimista con la actuación en el concierto del 27 de agosto de 2009 en el Madison Square Garden en la ciudad de Nueva York. Interpretó la canción en 2013 durante la actuación en Greensboro en su Red Tour, en el segundo espectáculo en Foxborough en su Reputation Stadium Tour, en 2018  y en el séptimo show en Londres durante la gira musical The Eras Tour en agosto de 2024.